# Somersetski otok
Somersetski otok (angleško Somerset Island) je nenaseljen otok v Kanadskem arktičnem otočju na severu Kanade, s površino 24.786 km² eden od večjih kanadskih otokov in 46. največji otok na svetu. Leži južno od Barrowovega preliva in severno od polotoka Boothia na celini, od katerega ga loči 2 km širok Bellotov preliv. Skupaj z okoliškim ozemljem spada pod upravo kanadske dežele Nunavut.
Otok sestavljata dva dela: na zahodnem robu je višji del iz predkambrijskih kamnin, kjer najvišji vrhovi dosegajo 500 m n. v., preostanek na severovzhodu pa je ravna, približno 300 m visoka planota iz sedimentnih kamnin, ki jo prepredajo globoka rečna korita z nekaj jezeri in se strmo spušča proti obalam. Rastje je skromno, a omogoča uspevanje moškatnega goveda, katerega številčnost zdaj narašča, po tistem, ko so ga konec 20. stoletja skoraj iztrebili lovci na kite. Poleg tega na obalah živi dokaj veliko ptičev pobrežnikov, bolj pa je po ptičih znan otoček Princa Leopolda, ki leži 13 km severovzhodno od Somersetskega otoka v Barrowovem prelivu in na katerem se nahaja ogromna kolonija morskih ptic različnih vrst. Tam jih po oceni gnezdi 200.000 parov.

## Zgodovina
Somersetski otok je leta 1819 kot prvi Evropejec odkril William Edward Parry, ki ga je poimenoval po grofiji Somerset v Angliji. Parryjeva odprava je morala pred obalo otoka zaradi ledu zapustiti ladjo HMS Fury, ki jo je leta 1831 našla odprava Johna Rossa, ki je bila pred tem prisiljena nekoliko južneje zapustiti svojo ladjo HMS Victory. Pomorščaki so iz lesa HMS Fury zbili domovanje na obali Somersetskega otoka, kjer so na račun zalog z nje preživeli dve zimi preden se je led dovolj umaknil, da so lahko s čolni z nje odpluli rešitvi naproti. Kasneje je bila ob južni obali ustanovljena trgovska postojanka Fort Ross, ki pa je bila leta 1946 opuščena in zdaj služi le kot priložnostno zatočišče za inuitske lovce, razne raziskovalne odprave in turiste.